# 武光汤
武光汤（1908年—1985年4月15日），原名武兴周，男，山西武乡人，中华人民共和国政治人物。

## 生平

### 民国时期
民国14年（1925年）在武乡师范学校读书时，积极参与学生会组织的活动和武乡县反贪官污吏、土豪劣绅的斗。1927年3月在武乡县第一国民小学任教。1030年只身到太原考入并州大学，专攻法政。1931年冬，因积极参加太原大、中学生的抗日救亡运动，被校方除名。1932年，参加反帝大同盟和社联，并在武乡举办流动图书馆，担任《武乡周报》社长。后因秘密印发马列主义学说的小册子，被当局抓捕。后获释，1933年先后参加反帝大同盟，1936年参加牺牲救国同盟会。1937年10月，经史怀璧介绍加入中国共产党。
抗日战争时期，武光汤一直战斗在太行山上。先后担任过榆社县、武乡县抗日县长和太行三专署专员。1941年，他出任武乡县长。1945年11月，晋冀鲁豫边区政府决定成立太行行署，武光汤任秘书长，直接参与太行区的政权建设、土地改革、支前参战等各项工作。1948年3月，调任晋冀鲁豫边区合作厅任秘书主任。同年8月华北人民政府成立，武任农业部办公厅主任。

### 共和国时期
中华人民共和国成立后，历任山西省农业厅厅长、财经委员会副主任、山西省副省长和中共山西省委委员、常委、书记处书记等职。1950年代中期开始，他长期主管山西省的财经工作。文化大革命中，他受到诬陷和残酷迫害，在狱中关了4年之久。70年代初期，他被下放到长治任市革委副主任。文革结束后，复任山西省副省长和中共山西省委书记。1983年，任政协山西省第五届委员会主席。
1985年4月15日，武光汤于太原病逝。